# Fichtenberg
Fichtenberg (bis 1872 Vichberg) ist eine Gemeinde im Landkreis Schwäbisch Hall im fränkisch geprägten Nordosten Baden-Württembergs.

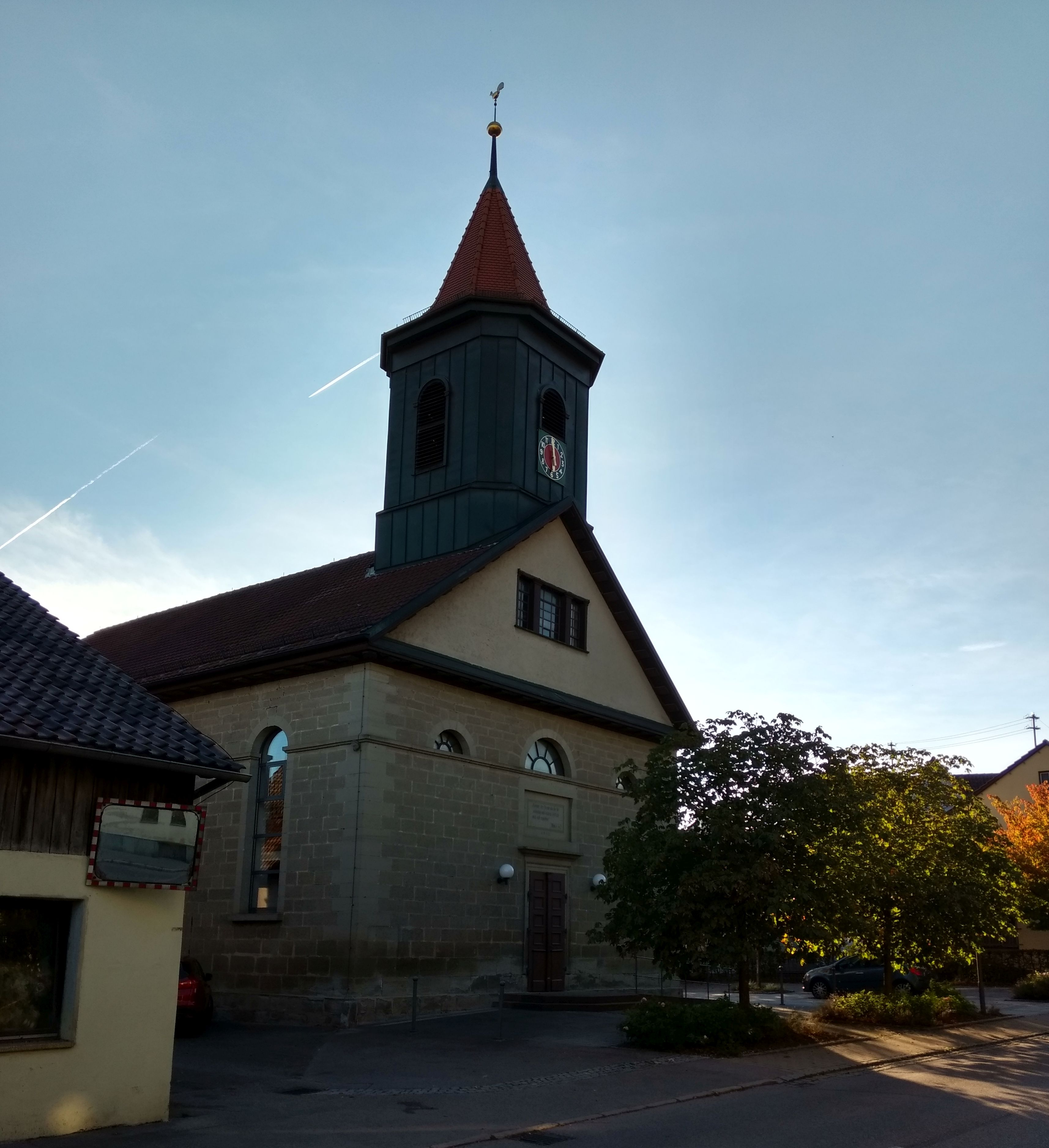
Evangelische Pfarrkirche

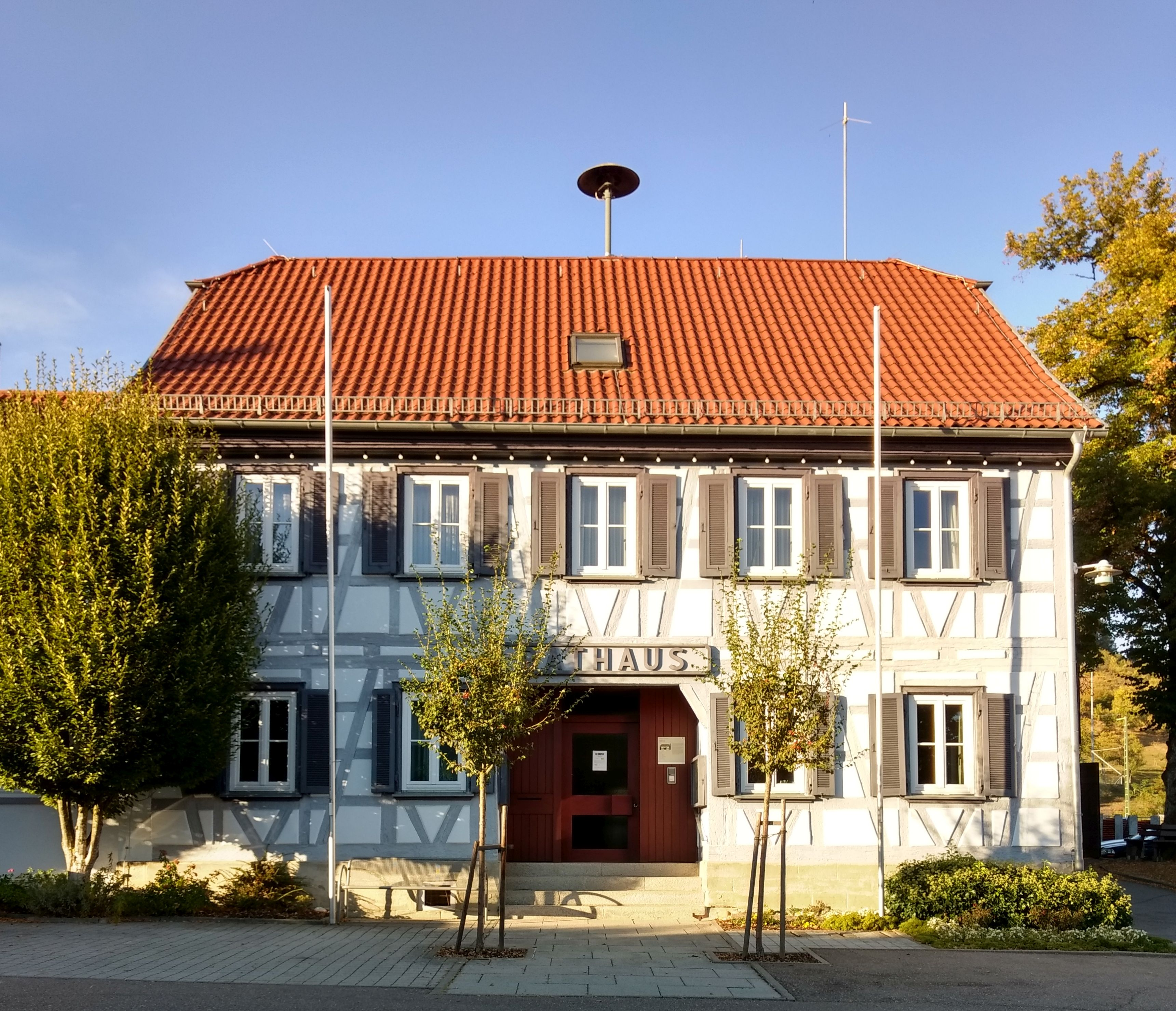
Rathaus

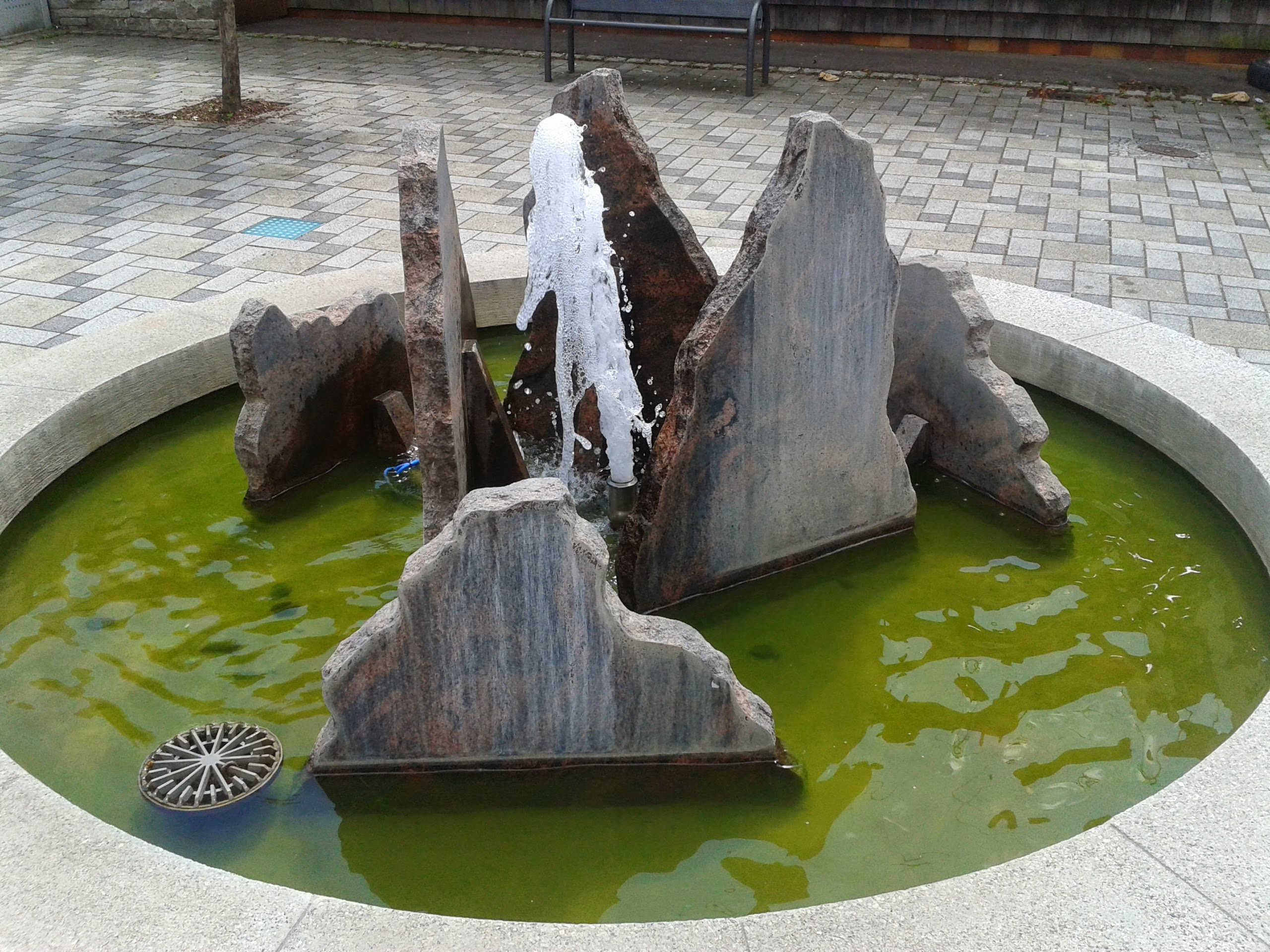
Brunnen am Marktplatz in Fichtenberg

## Geographie

### Geographische Lage
Die Gemeinde Fichtenberg liegt etwa 22 km südlich der Kreisstadt Schwäbisch Hall im Naturraum Schwäbisch-Fränkische Waldberge inmitten des Naturparks Schwäbisch-Fränkischer Wald in 333 bis 490 Meter Höhe. Das Gemeindegebiet beginnt wenig oberhalb der Linkswendung des unteren Tals der Rot, auch Fichtenberger Rot genannt, und zieht sich deren nachmaligem Lauf folgend ostwärts fast bis zur Mündung. An beiden Talseiten gehören dazu noch weite Randhöhen.
Zweitgrößter Ort in der Gemeinde nach dem namengebenden Dorf ist der Weiler Mittelrot ebenfalls im Rottal etwa 2,5 km östlich. Die anderen zumeist kleinen Weiler und Einzelhäuser verteilen sich größtenteils über den im Norden des Rottals anschließenden, südöstlichsten Teil des Mainhardter Waldes, den an dessen Südrand beginnenden, nördlichsten Welzheimer Wald und den äußersten Osten des Murrhardter Waldes am Westrand des Gemeindegebietes. Zur Westseite hin erstreckt es sich bis über die Wasserscheide mit dem Pass Schanze (ca. 410 m ü. NN) ins Mahdbach-Nebental der Murr hinüber. Über den Pass verbindet die wichtige Landesstraße 1066 das Ballungszentrum um Stuttgart mit dem nordöstlichen Landesteil. Unter diesem verkehrsbehindernden Kamm zwischen den benachbarten Talsystemen von Murr und Rot führt in gleicher Richtung der Schanztunnel der Bahnstrecke Waiblingen–Schwäbisch Hall-Hessental hindurch.

### Gemeindegliederung
Zur Gemeinde Fichtenberg gehören 24 Dörfer, Weiler, Höfe und Häuser sowie einige Wüstungen: Mit dem Dorf Fichtenberg (⊙), den Weilern Dappach (⊙), Diebach (⊙), Erlenhof (⊙), Gehrhof (⊙), Hinterlangert (⊙), Hornberg (⊙), Michelbächle (⊙), Mittelrot (⊙), Plapphof (⊙), Rauhenzainbach (⊙), Vorderlangert (⊙), dem Gehöft Kronmühle (⊙) und den Wohnplätzen Buschhof (⊙), Erlenbach (⊙), Glattenzainbach (⊙), Hornberger Reute (⊙), Kleehaus (⊙), Retzenhof (⊙), Reutehaus (⊙), Rupphof (⊙), Stöckenhofer Sägmühle (⊙), Waldeck (⊙) und Wörbelhöfle (Winterhaus) (⊙) sowie die abgegangenen Ortschaften (Wüstungen) Aidelbach, Canspach, Geysgern, Hinteres Höflein, Hinterer Stöckenhof, Hofloch, Lunkenbrunnen, Ölhäusle, Sägmühle, Burg Rötenberg, Burg Staufenberg, Tennenbach, Burg Vichberg (Vypperg), Viehhaus und Zainbach.

#### Fichtenberg
Das bei weitem größte und namengebende Dorf der Gemeinde, in dem auch die Gemeindeverwaltung sitzt, steht kurz nach dem Laufknick der Rot im untersten, nunmehr östlich laufenden Rottal überwiegend auf der linken Talseite auf etwa 340 m und darüber. Der Rot laufen im Dorfbereich der Dappach von rechts, ihr viertlängster Zufluss Diebach von links, ihr längster Zufluss Glattenzainbach von rechts und danach wenig flussabwärts ihr zweitlängster Zufluss Rauhenzainbach wiederum von rechts zu. Die Häuser des Siedlungskerns sind vor dem Talzulauf des Diebachs erbaut, der durchs Dorf hindurch von Norden in die Rot mündet. Neuere Siedlungsteile ziehen sich recht flach das Diebachtal hoch bis zum Damm des Hochwasserrückhaltebeckens Diebach, stehen rottalaufwärts am Südfuß von dessen aufwärtigem Mündungssporn Dendelberg (464 m) oder auch dem Ortskern gegenüber jenseits der Rot vor dem Sporn zwischen den Tälern von Dappach und Glattenzainbach. Der alte Dorfname Vichberg – siehe bei Geschichte – hängt wohl mit dem Namen des im unteren Diebach-Mündungswinkel stehenden Viehbergs (472 m) zusammen.
Anfang der 2010er Jahre wurde die Landesstraße 1066, die vordem im Bereich des Dorfes zweimal ebenerdig die hier parallele Bahnstrecke Waiblingen–Schwäbisch Hall-Hessental kreuzte, durchgehend aufs südliche Rotufer verlegt, womit eine häufige Stauquelle beseitigt wurde.

#### Dappach
Der kleine Weiler mit nur drei Hausnummern liegt weniger als anderthalb Kilometer südwestlich der Fichtenberger Ortsmitte im mittleren Dappachtal auf rund 400 m am Beginn der Talwiesen. Der Siedlungsplatz ist wohl schon alt, denn 1338 ist ein Besitzübergang eines damals Taubach genannten Gutes nachgewiesen.

#### Diebach
Der Weiler mit sieben Hausnummern steht auf unter 370 m etwa einen halben Kilometer nördlich des Stausees im mittleren Diebachtal locker entlang der von Fichtenberg nach Erlenbach führenden Kreisstraße und ist eine weniger alte Gründung.

#### Erlenhof
Der zur Zeit der Oberamtsbeschreibung offenbar zur Altgemeinde Hausen an der Rot gehörende, schon im 14. Jahrhundert bei einem Besitzwechsel als Erlenbach erwähnte Weiler steht entlang der hier als Stichstraße auslaufenden, bei Diebach erwähnten Kreisstraße auf bis zu 490 m etwa zweieinhalb Kilometer nördlich der Fichtenberger Dorfmitte. Seine knapp fünf Dutzend Hausnummern machen ihn zum drittgrößten Ort in der Gemeinde. Er liegt inmitten einer meist ackerbaulich genutzten Lichtung auf der Hochfläche über der linken Seite des Rottals, die im Norden an ein größeres Waldgebiet grenzt. Im Süden davon breitet sich etwas davon getrennt noch ein größeres offenes Flurstücks auf dem Viehberg bis an die Talhangkante.

#### Gehrhof
Der Gehrhof liegt auf um 490 m am rechten Hang des Erlenbachs, der wie seine Fortsetzung Michelbach südöstlich zur östlichen Gemeindegrenze an der Rot fließt. Der ein halbes Dutzend Hausnummern zählende Weiler wird von einer Stichstraße vom nur etwa einen halben Kilometer westlich liegenden Erlenhof erschlossen, im Osten grenzt er an den beginnenden Talhangwald. Der Siedlungsplatz wurde um 1700 als Kleinbauernstelle angelegt.

#### Hornberg und Hornberger Reute
Der auf eines kleinen freien Hochfläche auf etwa 490 m stehende, ein Dutzend Hausnummern umfassende Weiler liegt am fast vier Kilometer von der Mitte Fichtenbergs entfernten Südwestrand des Gemeindegebietes. Der Name kommt wohl vom nahen Hornberg (490 m), dem Höhensporn über der großen verzogenen Talspinne, in welcher die obere Murr ihre Zuflüsse nahe bei Fornsbach sammelt. Zum 1703 angelegten Weiler gehört auch das etwas abseits an den Hangwaldrand grenzende Hornberger Jägerhaus.
Am Oberhang hinab ins Gänsbach-Tal steht auf über 410 m in einer engen Lichtung das Einzelanwesen Hornberger Reute mit zwei Hausnummern.

#### Michelbächle und Kleehaus
Michelbächle liegt am anderen, nordöstlichen Rand des Gemeindegebietes nahe dem Zusammenfluss des Michelbachs aus dem schon erwähnten Erlenbach und dem rechten Schembach. Der zweieinhalb Kilometer von Fichtenbergs Mitte entfernte Weiler mit einem Dutzend Hausnummern liegt auf etwa 370 m in einer weiten Hügelflur unter dem Lehberg (etwa 473 m) in der Höhenkette des Kirgelkamms. Bestand schon 1338. Weniger als einen halben Kilometer abwärts steht dicht am Bachzusammenfluss das Einzelanwesen Kleehaus auf etwa 370 m.

#### Mittelrot
Mittelrot ist mit über hundert Hausnummern der zweitgrößte Ort in der Gemeinde. Der Weiler liegt etwa zwei Kilometer von der Fichtenberger Dorfmitte gegen das Ostende der Gemarkung zu, mit seinen älteren Anteilen auf über 335 m am linken Rotufer und an der etwas darüber ziehenden L 1066. Ein neueres Siedlungsgebiet erstreckt sich den linken Hang weiter hinauf. Es besitzt eine alte kleine Ortskirche, die noch in Funktion ist. Der Weiler gehörte wohl zur Burg Rötenberg, die eingangs des 13. Jahrhunderts oder sogar schon früher bestand und heute noch als Ruine mit einem ansehnlichen Buckelquaderturm auf der südlichen Rottal-Randhöhe des Turmbergs (456 m) zu erkennen ist.
Dem Ort gegenüber steht das Reutehaus auf etwa 355 m an rechten Unterhang des Rottals unter dem Turmberg mit dem auch Röter Turm genannten Burgrest.

#### Plapphof
Der Weiler Plapphof, der sich aus einer Hofstelle entwickelt hat, liegt mit einem halben Dutzend Hausnummern auf etwa 350 m etwa drei Kilometer westlich von Fichtenberg nahe der westlichen Gemarkungsgrenze an der L 1066 und auf dem linken Unterhang des Mahdbach-Tales. Letzteres ist der oberste Teil der hinter dem Pass Schanze beginnenden Talachse des Murrtales, hier gibt es noch zwei weitere Ortsteile von Fichtenberg.

#### Rauhenzainbach
Der aus drei Einzelanwesen bestehende Weiler ist nach dem Bach benannt, in dessen engem und hangbewaldeten Tal er liegt, etwa zwei Kilometer südlich der Ortsmitte von Fichtenberg und auf etwa 370 m. Gründung vermutlich erst um 1790.

#### Vorderlangert und Hinterlangert
Der Weiler Vorderlangert mit über drei Dutzend Hausnummern steht auf einer Höhe um 480 m etwa zwei Kilometer westsüdwestlich der Fichtenberger Dorfmitte auf einer gerodeten Hochfläche Langert südlich der Passhöhe Schanze ins Murr-Talsystem hinüber. Der aus separat stehenden Häusergruppen bestehende Ort – die südliche trägt den Namen Wasserhäuser – entwässert sowohl über den Dappach zur Rot als auch über den Mahdbach zur Murr. Er wurde 1709 gegründet.
Am Ende der mit Vorderlangert gemeinsamen Höhenrodung steht mit nur drei Hausnummern auf etwa der ebenfalls 1709 angelegte Weiler Hinterlangert an der oberen jenseitigen Hangkante, unter welcher der Seebach durch den Fornsbacher Waldsee zu Fornsbach und Murr läuft.

#### Kronmühle
Die Kronmühle steht auf unter 340 m am rechten Ufer der abfließenden Rot etwa einen Kilometer östlich von Fichtenberg, wenig vor der Mündung des rechten Rauhenzainbachs. Sie bestand ausweislich eines Kaufes zumindest schon im 14. Jahrhundert.

#### Einzelanwesen
Der Buschhof steht am linken Hang des Diebachtales zwischen Erlenhof und Diebach auf etwa 410 m und ist keine sehr alte Gründung.
Erlenbach grenzt am nördlichen Gemeinderand an den großen Haftelwald, liegt nur etwa 300 Meter östlich von Erlenhof auf etwa 445 m nahe dem Ursprung Haftelbrunnen des eponymen Gewässers und ist ebenfalls eine neuere Gründung.
Glattenzainbach ist ein Einzelhaus an der südlichen Gemeindegrenze in einer Tallichtung des gleichnamigen Waldbaches auf etwa 395 m und steht in unmittelbarer baulicher Nachbarschaft zum Murrhardter Weiler Täle. Es wurde wohl nach 1790 angelegt.
Der Retzenhof, zwei Siedlungsteile mit fünf Hausnummern, gehört zum Gemeindeteil jenseits der Schanze im Mahdbachtal. Er steht dem Plapphof gegenüber am Nordhang des Tals an der unteren Waldgrenze des Harnersbergs auf etwa 375 m.
Der Rupphof, sechs Hausnummern, steht auf bis zu 370 m nahe dem mahdbachseitigen Portal des Schanztunnels unterhalb des Straßenpasses über die Schanze. Er wurde schon 1500 als Rupprechtshöflen erwähnt.
Die Stöckenhofer Sägmühle breitet sich weniger als einen halben Kilometer vom Westrand Fichtenbergs entfernt beim Linksknicks der Rot am rechten Flussufer auf wenig über 345 m über eine größere Betriebsfläche aus und grenzt an die Bahnlinie und das rotseitige Portal des Schanztunnels.
Waldeck, früher auch Stöckachhof und Stöckenhof genannt, steht auf dem Unterhang des Dendelbergs auf etwa 365 m der Sägmühle gegenüber im Laufknick der Rot. Namenswechsel zu Waldeck nach Erwerb durch Georg Friedrich Karl zu Waldeck und Pyrmont (* 1785; † 1826), Graf von Waldeck-Limpurg, der im frühen 19. Jahrhundert hier ein Schlösschen bewohnte. Heute ein Wohnhaus mit Nebengebäude.
Das Wörbelhöfle oder auch Winterhaus mit vier Hausnummern auf etwa 375 m steht den rotaufwärtigen Siedlungsteilen Fichtenbergs und dem Bahnhof gegenüber auf dem rechten Unterhang des Rottales.
Weitere Einzelhäuser in Nahlage zu diesen wurden schon bei den vorigen erwähnt.

### Flächenaufteilung
Nach Daten des Statistischen Landesamtes, Stand 2014.

### Nachbargemeinden
Die Gemeinde grenzt im Nordwesten an Oberrot, im Osten an die Stadt Gaildorf, im Süden an Gschwend im Ostalbkreis und im Westen an die Stadt Murrhardt im Rems-Murr-Kreis.

## Geschichte

### Im alten Reich
Erstmals erwähnt wurde Fichtenberg als Vihebere in einer Urkunde von Kaiser Ludwig dem Frommen von 817. Allerdings ist die Echtheit dieser Urkunde, die nur als Abschrift vorhanden ist, umstritten. Möglicherweise ging das Original im Bauernkrieg 1525 verloren.
Im Mittelalter lag der Ort, der bis 1872 amtlich Viechberg hieß, im südlichen Grenzbereich des Herzogtums Franken. Während des Hoch- und Spätmittelalters entwickelten sich vor Ort sehr komplexe Grund- und Eigentumsverhältnisse. So hatten unter anderem die Kurpfalz und die Grafschaft Württemberg sowie einige weitere Adelsgeschlechter, darunter die Herren von Weinsberg und die Herren von Wöllstein, Besitzrechte am Ort.
Der überwiegende Teil der Herrschaftsrechte ging im Laufe des 14. Jahrhunderts zusammen mit der Burg Rötenberg an die Schenken von Limpurg. Sie übten als Landesherren sowohl die hohe als auch die niedere Gerichtsbarkeit aus. Im 15. Jahrhundert war Viechberg Sitz eines Amtes der Schenken mit eigenem Dorfgericht. Im Jahre 1557 gelangte Viechberg zur Linie der Schenken von Limpurg-Gaildorf.
In der zweiten Hälfte des Dreißigjährigen Kriegs drangen die siegreichen Truppen des Kaisers und der katholischen Liga nach der Schlacht bei Nördlingen 1634 ungehindert in die protestantisch geprägten Gebiete des Schwäbischen Reichskreises vor und zogen plündernd, sengend und mordend durchs Land. Dabei wurde auch Viechberg schwer in Mitleidenschaft gezogen und es kam danach zu einem Ausbruch der Pest. Den marodierenden Landsknechten und der Epidemie fielen mehr als 400 Bewohner von Viechberg zum Opfer, weit mehr als die Hälfte aller Vorkriegsbewohner.
Als 1690 die Linie der Schenken von Limpurg-Gaildorf im Mannesstamm erlosch, wechselte Viechberg ins Gebiet der Grafen von Limpurg-Solms-Assenheim.
Beim Untergang des Heiligen Römischen Reichs war Viechberg ein Teil des Amtes Oberrot in der Herrschaft der Grafen von Limpurg-Gaildorf-Assenheim.

### In württembergischer Zeit
Im Jahre 1806 fiel Viechberg durch die Mediatisierung der gesamten Grafschaft Limpurg an das Königreich Württemberg und wurde dem Oberamt Gaildorf unterstellt. Beim Russlandfeldzug 1812 marschierten mehrere Soldaten aus Viechberg als Teil der Württembergischen Armee mit. Das Jahr ohne Sommer, welches auf die Zeit der Napoleonischen Kriege folgte, führte auch in Viechberg von 1816 bis 1817 zu einer Hungersnot. Während der erneuten Hungersnot von 1852 wurden die armen Familien der besitzlosen Landarbeiter und Kleinbauern dazu aufgefordert, nach Amerika auszuwandern. Am 14. Mai 1855 zerstörte ein Großbrand zahlreiche Häuser in Vichberg. Im Jahre 1872 benannten die verantwortlichen Amtsträger das Pfarrdorf auf Beschluss des Gemeinderats per Erlass auf den heutigen Namen Fichtenberg um.
Der Bau der Murrbahn brachte Fichtenberg 1880 den Anschluss an das Streckennetz der Württembergischen Eisenbahn. Außerdem wurde eine neue Straße nach Gschwend eröffnet. Ab 1909 begann die Versorgung der Gemeinde mit elektrischem Strom, der zunächst in der Mühle erzeugt wurde.
Eine prägende Figur in der Geschichte des Ortes Fichtenberg war in der ersten Hälfte des 20. Jahrhunderts Bürgermeister Friedrich Reinhardt, der 1912 mit 23 Jahren zum Schultheißen gewählt wurde und somit dem Ort schon seit den letzten Jahren der Monarchie und der Zeit des Ersten Weltkriegs vorstand. Er blieb während der gesamten Dauer der Weimarer Republik und auch in der NS-Zeit im Amt. Er veranlasste den von 1934 bis 1937 durchgeführten Bau einer Wasserleitung.
Im Jahre 1938 kam die Gemeinde durch die Kreisreform während der NS-Zeit in Württemberg zum Landkreis Backnang.

### Nachkriegszeit
Seit 1945 gehörte Fichtenberg zur Amerikanischen Besatzungszone und wurde Teil des neu gegründeten Landes Württemberg-Baden, das 1952 im jetzigen Bundesland Baden-Württemberg aufging.
Im Mai 1945, direkt nach dem Ende des Zweiten Weltkriegs und dem damit einhergehenden Zusammenbruch des NS-Regimes, wurde der langjährige und sehr beliebte Bürgermeister Friedrich Reinhardt von der amerikanischen Militärverwaltung abgesetzt.
Bei der Bürgermeisterwahl 1948 durfte Altbürgermeister Friedrich Reinhardt erneut zur Wahl antreten und wurde von den Bewohnern von Fichtenberg mit einer überwältigenden Mehrheit von 98,85 Prozent wiedergewählt.  Reinhardt blieb bis 1954 im Amt.  Heute erinnert in Fichtenberg eine Straße an ihn, die seinen Namen trägt.
Im Jahre 1952 bestand die Einwohnerzahl zu rund 20 Prozent aus Vertriebenen aus den ehemaligen deutschen Gebieten im Osten.  Die Nachkriegsjahre waren deshalb geprägt von einer regen Bautätigkeit, was sich sowohl im privaten Wohnungssektor als auch etwas später im Bereich öffentlicher Gebäude zeigte. In den 1960er Jahren entstand eine neue Schule am Viechberg, ein neuer Kindergarten und eine Gemeindehalle.
Seit der Kreisreform von 1973 ist Fichtenberg Teil des Landkreises Schwäbisch Hall.

### Eingemeindungen
Bei der im Laufe der 1970er Jahre in Baden-Württemberg stattfindenden Gemeindereform blieb Fichtenberg selbständig.  Das Gemeindegebiet vergrößerte sich, indem der Weiler Erlenhof 1970 von der Gemeinde Hausen an der Rot zur Gemeinde Fichtenberg wechselte.

### Religionen
Fichtenberg war seit der Reformation evangelisch geprägt.  In der evangelischen Kirchengemeinde Fichtenberg gibt es die 1832 an der Stelle der alten Kilianskirche errichtete Hauptkirche sowie im Weiler Mittelrot die Filialkirche St. Georg, die Bestandteil der Kirchengemeinde Fichtenberg ist.  Die Kirchengemeinde gehört zum Kirchenbezirk Gaildorf der Württembergischen Landeskirche.
Für die Katholiken, die nach dem Zweiten Weltkrieg als Vertriebene nach Fichtenberg kamen, wurde 1952 die Kirche St. Josef errichtet, die eine Filialkirche der Gemeinde St. Michael in Hausen an der Rot ist. Heute gehört sie zur Seelsorgeeinheit Gaildorf – Hausen – Mainhardt des katholischen Dekanats Schwäbisch Hall in der Diözese Rottenburg-Stuttgart.

### Einwohnerentwicklung
Die Einwohnerentwicklung ist vor 1970 nach dem alten Gebietsstand angegeben. Es handelt sich um Daten des Statistischen Landesamts Baden-Württemberg.
| Jahr | Einwohner |
| ---- | --------- |
| 1852 | 1.331     |
| 1871 | 1.245     |
| 1880 | 1.442     |
| 1890 | 1.261     |
| 1900 | 1.217     |
| 1910 | 1.254     |
| 1925 | 1.235     |

| Jahr | Einwohner |
| ---- | --------- |
| 1933 | 1.174     |
| 1939 | 1.144     |
| 1950 | 1.646     |
| 1956 | 1.787     |
| 1961 | 1.901     |
| 1970 | 2.273     |
| 2005 | 2.946     |

## Politik

### Gemeindeverwaltungsverband
Die Gemeinde ist Mitglied im Gemeindeverwaltungsverband Limpurger Land mit Sitz in Gaildorf.

### Gemeinderat
Der Gemeinderat in Fichtenberg hat 12 Mitglieder. Er besteht aus den gewählten ehrenamtlichen Gemeinderäten und dem Bürgermeister als Vorsitzendem. Der Bürgermeister ist im Gemeinderat stimmberechtigt.
Die Kommunalwahl am 9. Juni 2024 führte zu folgendem Endergebnis. Die Wahlbeteiligung betrug 64,49 %.
| Liste                                       | Stimmen | Sitze |
| Demokratische Wählervereinigung Fichtenberg | 67,13 % | 8     |
| Unabhängige Wählervereinigung Fichtenberg   | 28,62 % | 3     |
| Ramona Fritz                                | 4,25 %  | 1     |

### Bürgermeister
Bürgermeister Ralf Glenk amtiert seit dem 1. August 2022. Er war zuvor stellvertretender Hauptamtsleiter in Fichtenberg und wurde am 15. Mai 2022 mit 57,3 Prozent der Stimmen zum Bürgermeister gewählt. Er folgte Roland Miola nach, der ab 1990 amtierte und 1998, 2006 und 2014 wiedergewählt wurde. Bei der Bürgermeisterwahl 2022 trat er nicht erneut an.

## Sehenswürdigkeiten
Im Wald auf der rechten Randhöhe des Rottals bei Mittelrot steht der Rötherturm, der Bergfried und letzte Rest der aus dem 12./13. Jahrhundert stammenden, ansonsten zerstörten Rötenburg.

## Wirtschaft und Infrastruktur

### Verkehr
Der Bahnhof Fichtenberg an der Bahnstrecke Waiblingen–Schwäbisch Hall-Hessental wird werktags (außer Samstag) tagsüber stündlich von den Regionalexpresszügen Stuttgart–Schwäbisch Hall-Hessental bzw. –Crailsheim/Nürnberg bedient. Am Wochenende und an Feiertagen werden die RE Stuttgart–Schwäbisch Hall-Hessental durch erst ab Backnang verkehrende Regionalbahnen ersetzt. Der Bahnhof ist der letzte an der Strecke nach Waiblingen, der noch im Tarifbereich des Kreisverkehrs Schwäbisch Hall liegt. Die Bahnstation in Mittelrot wurde aufgehoben.
Fichtenberg liegt an der Landesstraße 1066, die bis zur Eröffnung der Ortsumgehung am 17. November 2010. durch die Ortsmitte führte. Zudem werden die drei Bahnübergänge durch eine Brücke (für die L 1050) sowie drei Unterführungen ersetzt. An einem Übergang war es 2005 zu einem schweren Unglück mit einem LKW gekommen.
Durch eine Alltagsroute aus dem Radnetz Baden-Württemberg ist Fichtenberg mit Backnang und über Gaildorf mit Schwäbisch Hall verbunden.
Zudem führt als touristischer Landes-Radfernweg der Stromberg-Murrtal-Radweg durch Fichtenberg, der von Karlsruhe nach Gaildorf führt und damit den Rheinradweg mit dem Kocher-Jagst-Radweg verbindet.

### Ansässige Unternehmen
Gegenüber dem Bahnhof ist der Schrottrecyclingbetrieb Scholz AG vertreten. Das Firmengelände ist mit Rangiergleisen erschlossen, zudem wurde eine Brücke zur neuen Ortsumfahrung erstellt. Die KW automotive GmbH bietet Fahrwerkskomponenten an, die DTS GmbH ist ein Versandhändler für sportliches Autozubehör. Mit der Lothar Fritz Baugeschäft GmbH ist außerdem ein Unternehmen für Haus- und Gartengestaltung im Ort vertreten.

### Öffentliche Einrichtungen
Freiwillige Feuerwehr.

### Bildung
In Fichtenberg gibt es eine Grund- und Hauptschule mit Werkrealschule. Realschule und Gymnasium befinden sich in Gaildorf.

## Persönlichkeiten
In Fichtenberg wurde der Prälat von Blaubeuren, Philipp Heinrich Weißensee, 1673 geboren.
Von 1814 bis 1832 war Johann Gottfried Pahl evangelischer Pfarrer in Fichtenberg.
Der Kriminalwissenschaftler und Hochschullehrer Jörg-Martin Jehle wurde 1949 in Fichtenberg geboren.

## Sonstiges
Das Racing Team Fichtenberg unterhält hier seit ca. 35 Jahren eine der wenigen in Deutschland vertretenen Mini-Car-Rennstrecken für ferngesteuerte Modellautos.